# 尼古拉斯·溫頓
尼古拉斯·喬治·溫頓爵士，MBE（英語：Sir Nicholas George Winton，1909年5月19日—2015年7月1日），出生名為尼古拉斯·韋特海姆（德語：Nicholas Wertheim），德國猶太裔的英國第二代移民，後改信基督教，人道主義救援者，在第二次世界大戰前夕協助捷克斯洛伐克669名兒童（大多為猶太人）到英國，使他們得以避過後來的大屠殺。而他當時並非英國外交官、只是倫敦證券交易所一名交易員。他保密了五十年，直至妻子發現他的收藏的文件。1988年英國廣播公司（BBC）製作電視特輯，才為人所知。

## 生平
溫頓生於英國倫敦，父母是德國猶太人，本姓為猶太姓氏Wertheim，後來姓氏改為Winton。溫頓出生時，父母才移民英國兩年。父母改信基督教，溫頓亦有受洗。
1923年，溫頓進入斯托學校（Stowe School），當時這個學校剛開始營運不久。還未拿到學歷證書前他就休學了，進入夜校就讀，同時在米特蘭銀行擔任實習生。後來他到德國和法國，在當地的銀行工作，並在法國取得銀行業相關學歷。他返回英國後，在倫敦證券交易所當交易員。

## 人道工作
1938年聖誕節前，溫頓本來打算到瑞士放假滑雪，但由於溫頓在布拉格的朋友、英國捷克斯洛伐克難民委員會成員Martin Blake請求溫頓幫忙救助當地猶太難民，於是溫頓改為前往布拉格幫助他。溫頓看見從蘇台德逃離的難民的境況後，單獨成立了一個組織幫助面臨納粹德國威脅的猶太兒童，而他的辦事處就設在他下榻的酒店的餐廳裡。1938年11月，在納粹德國經歷水晶之夜後，英國下議院批准一項新措施，容許無成人陪伴的17歲以下難民進入英國，條件是他們在英國找到地方棲身、並繳付保證金50英鎊作為他們將來會返回原來國家的保證。
當時不少猶太人父母即使無法為全家取得簽證離開捷克，仍然希望至少能夠把孩子送到其它安全國家。溫頓的辦事處為希望離開捷克的猶太兒童登記，吸引數以千計的父母到場排隊。
溫頓在布拉格逗留了三個星期，返回英國後開始為猶太兒童難民籌集旅費和所需的保證金。他日間如常在交易所上班，下班後則投身於救助工作，為兒童辦理離開德國和進入英國所需的許可文件。從1939年3月起至9月戰爭爆發前，在其他志願人道工作的協助下，溫頓安排了7班火車成功從捷克接走669名大多數是猶太人的兒童到英國；火車途經德國抵達荷蘭，然後那些兒童在荷蘭登上渡輪渡海到英國。一個大的難題是需要取得過境荷蘭的官方許可。在水晶之夜後，荷蘭政府不再讓猶太難民從邊境進入，邊境守衛會阻截他們並遣返德國。
溫頓最終成功取得英國的保證，說服荷蘭政府放行，在第一班火車後，過境荷蘭的過程就沒有再出過問題。即使德國已經佔領捷克，溫頓帶走兒童的行動未有受到德國明顯的阻撓，大概是德國認為他帶走的是那些他們想清除的人。溫頓最終為669名兒童在英國找到收留他們的地方，當中許多人的父母後來死在納粹集中營裡。溫頓的母親也協助他安置那些兒童。1939年的夏天，溫頓張貼廣告尋找願意收留兒童的家庭。最後一班火車坐了250名兒童，原定於1939年9月1日離開布拉格，是人數最多的一批；可是因為二戰已開戰，德國封鎖了邊境，火車未能出發。這些最後一批的兒童幾乎全部都在戰爭期間喪命，成為溫頓的遺憾，他在2002年的紀錄片中說：「只要那班火車可以提早一天，它就可以抵達。」
被溫頓救走的669名兒童裡，超過370人未能被追尋下落，BBC News認為，直到2015年時他們可能仍不知道自己是怎樣被救走的。

## 二次大戰期間
在第二次世界大戰期間，溫頓於1940年加入英國皇家空軍，初期從士兵服役至中士，1944年6月22日接受任官並成為見習少尉，同年8月17日升為少尉，1945年2月17日昇任中尉。1954年5月19日，他放棄軍官生涯，保留空軍上尉之榮譽軍階。

## 二次大戰後
溫頓在1948年結婚。婚後定居梅登黑德，曾在數間私人公司從事財務工作，養育三個小孩長大。在戰後，溫頓過著平靜的生活，從未對外說出他的救援行動，包括對他的家人。
1988年，他妻子整理閣樓時，發現溫頓當年的行動筆記本。在筆記本中，詳細記載了當年的各項行動細節，以及完整救援名單。他的妻子將這些文件交給納粹大屠殺的研究者伊莉莎白·麥斯威爾（Elisabeth Maxwell），她是英國媒體大亨羅伯特·麥斯威爾的妻子。根據筆記本上的救援名單，伊莉莎白以信件連絡了當年被帶到英國保護的小孩，向他們說明當年救援行動的過程，並將這個過程製作成紀錄片，在BBC頻道播放。
隨著他當年救援行動的曝光，溫頓獲得英國政府的表揚。英国女王伊丽莎白二世2003年授予溫頓爵士爵位。英國的猶太教首席拉比Jonathan Sacks讚賞溫頓是「道德勇氣偉人」、「我們時代的英雄之一」。BBC稱他為「英國的辛德勒」，他所拯救的兒童暱稱「溫頓的孩子」（Winton Children）。捷克總統米洛什·齊曼在2014年授予溫頓捷克最高等的勳章白獅勳章。他過世時，英國首相卡梅倫追悼說：「世界失去了一位偉人。從大屠殺營救下這麼多孩子，我們永遠不會忘記溫頓爵士的人性光輝。」溫頓曾說，他獲得榮譽，只是因為他比其他人道主義工作者活得長些，「看起來是了不起，但我做時不覺得了不起。有些人天生偉大，有的人做到偉大，有的人被賜予了偉大」，他謙認自己是第三種人（It turned out to be remarkable, but it didn't seem remarkable when I did it. Some people are born great, some achieve greatness, and some have greatness thrust upon them.）。

## 去世
溫頓於2015年7月1日的早晨，因呼吸衰竭而逝於斯勞，女兒芭芭拉及兩個孫子隨侍在旁，享耆壽106歲。

## 關於溫頓的“國際義人”資格認證
以色列猶太大屠殺紀念館主席阿夫納·沙萊夫（Avner Shalev）於溫頓去世之後第二天的7月2日發表談話，稱贊溫頓 “不屈不挠、勇敢正直地拯救兒童，值得我們欽佩”。雖然早在1989年5月，大屠殺紀念館就收集建立了關於他拯救猶太兒童的錄音采訪和文件圖片等詳細資料，並承認他所做出的奉獻，但是由於他的父母是德國猶太人以及曾經信奉過猶太教（後來皈依基督教）的原因，“國際義人委員會”認爲他不符合“國際義人”的頒發標準。

## 獲救名人
- 阿爾夫·杜布斯，杜布斯男爵，英國工黨政治家、前英國下議院國會議員。
- 卡雷·瑞茲，導演。

## 相關傳記
《If It's Not Impossible...: The Life of Sir Nicholas Winton》 ISBN 9781783065202 ，格式：平裝，作者：芭芭拉·溫頓（Barbara Winton，尼古拉斯·溫頓之女），出版日期：2014年5月28日。

## YouTube視頻鏈接
- The Story of Sir Nicholas Winton and Rescue of Children from the Holocaust of World War II
- 《我全部的摯愛》（捷克電影1999 捷克語）